# Moja morjatjka
Moja morjatjka (russisk: Моя морячка) er en sovjetisk spillefilm fra 1990 af Anatolij Eiramdzjan.

## Medvirkende
- Ljudmila Gurtjenko som Ljudmila Pasjkova
- Tatjana Vasiljeva som Tatjana Ptasjuk
- Mikhail Derzjavin som Mikhail Gudkov
- Ljubov Polisjjuk
- Roman Rjazantsev som Kolja